# کمبود چیپ
کمبود چیپ (به انگلیسی: chip shortage) که به آن کمبود نیمه-رسانا (به انگلیسی: semiconductor shortage) یا قحطی چیپ نیز می‌گویند، پدیده‌ای در صنعت مدار مجتمع (چیپ) است، هنگامی که تقاضا برای چیپ‌های سیلیکن بر عرضه پیشی می‌گیرد.

## معرفی
کمبود چیپ اغلب هنگامی روی می‌دهد که برخی تغییرات اجتماعی یا فیزیکی مانع از تولید برخی از چیپ‌ها در مقادیر به میزان کافی زیاد برای ارضاء تقاضا می‌گردد. یک مورد شدید از کمبود چیپ در ۱۹۸۸ میلادی رخ داد، هنگامی که تنش بین سازندگان آمریکایی و ژاپنی منجر به کاهش شدید تولید گردید. تغییر در روش‌های تولید جدیدتر نیز موجب کمبود چیپ می‌گردد، چرا که کارخانجات جدید به اندازه کافی سریع ساخته نمی‌شوند تا جوابگوی تقاضا برای چیپ‌های جدید باشند. مثال‌هایی از مورد اخیر، کمبود چیپ کارت‌های هوشمند در ۱۹۹۹ و جیره‌بندی سایر انواع چیپ‌ها در ۲۰۰۴ میلادی است. زمین‌لرزه ۲۰۱۱ ژاپن منجر به آغاز دوره‌ای شد که در آن تأمین تمام بخش‌های لازم برای سامانه‌های مختلف سخت گردید.
کمبود چیپ می‌تواند اثر عمده‌ای بر روی صنعت الکترونیک داشته باشد، جاییکه سازندگان منابع چیپ‌هایشان را تغییر داده و از کاهش سود شدیدی رنج می‌برند، همچون زمانی که شرکت سازنده PC، یعنی گیتوی ریزپردازنده‌های خود را از اینتل به AMD در ۲۰۰۰ میلادی تغییر داد. برخی از سازندگان ممکن است مجبور به طراحی مجدد محصولاتشان برای رویارویی با کمبود برخی از چیپ‌ها شده یا مجبور به رها کردن برخی از ترجیحات شوند تا بدین طریق امکان استفاده از چیپ‌های جایگزین در طراحی‌هایشان را داشته باشند.

## موارد کمبود
در ۱۹۸۸ میلادی، به دلیل تقاضای زیاد کمبود چیپ بوجود آمد. کارگران در هفت تا از کارخانجات شرکت هیتاچی مجبور بودند تا به جای تعطیلات تابستانی برای رفع این تقاضا کار کنند. در ۱۹۹۴ میلادی، کمبود چیپ به دلیل توسعه فناوری‌های جدید رخ داد. فرایندهای جدیدتر ساخت نیازمند «اتاق‌های تمیز» بسیار تمیزتری بوده و بسیاری از دسته مدارات مجتمع به علت خطاهای زمان ساخت رد شدند.
اینتل در چندین محصولات خود طی ۲۰۰۰ میلادی دچار کمبود چیپ شد. شرکت‌های بزرگتر توانستند محصولات مورد نیاز خود را دریافت کنند، اما شرکت‌های کوچکتری چون گیتوی مجبور به صبر کردن یا یافتن سایر چیپ‌ها شدند.
در ۲۰۰۴ میلادی، کمبود چیپ‌های CDMA بوجود آمد. این رویداد به دلیل فشار قوی شرکت‌های تلفن همراه برای معرفی و تثبیت CMDA در هردو کشورهای ایالات متحده و هند بود.
بعد از زلزله ۲۰۱۱ میلادی در ژاپن، کمبود شدید چیپ‌های حافظه و نمایشگرهای NAND روی داد.
کوالکام در ۱۹ آوریل ۲۰۱۲ میلادی بیانیه‌ای منتشر کرد مبنی بر اینکه انتظار کمبود چیپ‌های کوالکام اسنپ‌دراگون به دلیل کمبود امکانات ساخت چیپ‌های ۲۸ نانومتری را دارد.